# Beatrice Berti
Beatrice Berti (Padova, 12 gennaio 1996) è una pallavolista italiana, centrale della Megavolley.

## Carriera

### Club
La carriera di Beatrice Berti inizia nelle giovani dell'Arcobaleno di Padova. Nella stagione 2013-14 passa alla squadra federale del Club Italia, in Serie B1, militando, sempre con la stessa maglia, anche in Serie A2 nella stagione 2014-15 e in Serie A1 nella quella successiva.
Nell'annata 2016-17 viene ingaggiata dal Busto Arsizio, in Serie A1; con la formazione lombarda, nel frattempo ridenominata UYBA, conquista la Coppa CEV 2018-19. Dopo un quadriennio con il club bustocco si accorda per la stagione 2020-21 con la Millenium Brescia, mentre in quella successiva è alla Trentino Rosa e nell'annata 2022-23 alla Megavolley, sempre nel massimo campionato italiano.

### Nazionale
Compie la trafila nelle nazionali giovanili italiane: nel 2013 viene convocata nella selezione under 18 con cui si aggiudica la medaglia d'argento al campionato europeo di categoria; passa quindi alla nazionale under 19, in seguito all'under 20 con cui vince la medaglia di bronzo al campionato mondiale 2015, e infine all'under 23.
Nel 2017 ottiene le prime convocazioni in nazionale maggiore, con cui, nel 2019, si aggiudica la medaglia d'argento alla XXX Universiade.

## Palmarès

### Club
- Coppa CEV: 1

2018-19

### Nazionale (competizioni minori)
- Campionato europeo under 18 2013
- Campionato mondiale under 20 2015
- Universiade 2019